# Linda de Suza
Linda de Suza, eigenlijke naam Teolinda Joaquina de Sousa Lança (Beja, 22 februari 1948 – Gisors, 28 december 2022) was een Portugese zangeres die bekend werd met het Franstalige lied Un Portugais uit 1978. Het werd ook uitgebracht in het Portugees (Um Português). In 1982 had ze nog een hit met Une fille de tous les pays.
De Suza overleed in december 2022 op 74-jarige leeftijd na een besmetting met COVID-19.

## Biografie
De Suza groeide op in Portugal en emigreerde in 1970 naar Frankrijk. Ze begon met zingen in een restaurant. Ze tekende een platencontract en scoorde in 1979 een platina hit met Un Portugais. Ze was succesvol met zowel Portugeestalige (waaronder fado's van Amália Rodrigues) als Franstalige songs. De Suza verkocht miljoenen platen.
In 1984 bracht ze een autobiografie uit, waarin ze haar ervaring beschreef als Portugese immigrant in Frankrijk. Van dit boek werden twee miljoen exemplaren verkocht.

## Discografie
- L'Etrangère
- Les Plus Belles Chansons
- Canta Português
- Essential Masters
- Valise en Carton/Mala de Cartão
- Vous avez tout changé

- Bibliothèque nationale de France: cb11966284z (data)
- International Standard Name Identifier: 0000 0000 8574 1721
- Library of Congress Control Number: n84093586
- MusicBrainz: 5b27b4c5-16a5-4a2b-bc49-ad845335bc5d
- Nederlandse Thesaurus van Auteursnamen: 070830452
- Réseau des bibliothèques de Suisse occidentale: 02-A003877816
- Istituto Centrale per il Catalogo Unico: LI3V000333
- Système universitaire de documentation: 077441893
- Virtual International Authority File: 27073522
- WorldCat: E39PBJhCC3vTgjYJj4dXKQp3wC